# Сокіл (Ковельський район)
Со́кіл — село в Україні, у Рівненській сільській громаді Ковельського району Волинської області. Населення становить 146 осіб.

## Клімат
Клімат у селі Сокіл помірно-континентальний, із м'якою зимою і теплим літом, затяжною весною та осінню. Середньорічна кількість опадів — 595—605 мм. У теплий період року випадає до 70 % опадів. Переважають західні вітри. Середня температура січня −4,4 °C, липня +18,6-18,8 °C.

## Історія
У 1906 році село Згорянської волості Володимир-Волинського повіту Волинської губернії. Відстань від повітового міста 64  версти, від волості 8. Дворів 30, мешканців 185.
До 18 липня 2017 року село належало до Полапівської сільської ради.
Етнічні чистки
5 жовтня 1943 року польські відділи Армії Крайової під командуванням поручика Владислава Чермінського (псевдо «Яструб»), поручика Станіслава Кондзеляви (псевдо «Каня»), поручика Казиміра Філіповича (псевдо «Корд»), під керівництвом поручика Валерія Крокая (псевдо «Сивий») та російської збройної групи (червоні партизани) чисельністю більшою, ніж польські, провели акцію у селі Полапи і в селі Сокіл. За 2 години село Полапи було спалене, замордовано більше 30 чоловіків, а польськими жінками було пограбоване. Більшість зі знищених українців мали від 60 до 90 років.

## Населення
Згідно з переписом УРСР 1989 року чисельність наявного населення села становила 171 особа, з яких 76 чоловіків та 95 жінок.
За переписом населення України 2001 року в селі мешкало 146 осіб.

### Мова
Розподіл населення за рідною мовою за даними перепису 2001 року:
| Мова       | Відсоток |
| ---------- | -------- |
| українська | 99,32 %  |
| російська  | 0,68 %   |